# Политбюро ЦК КПК 19-го созыва
Политбюро ЦК КПК, избранное в ноябре 2017 года на первом Пленуме ЦК КПК 19-го созыва, избранного XIX съездом КПК.
Члены Политбюро, кроме членов его посткома, приведены в порядке возрастания количества черт в иероглифе фамилии (подчёркнуты, за исключением всех членов посткома, члены предыдущего 18-го созыва).
(Годы жизни, партийные и государственные ключевые должности указаны на время полномочий данного созыва Политбюро.)
Постком
1. Си Цзиньпин (род. 1953), генсек ЦК КПК с 2012 года, председатель КНР с 2013 года, председатель ЦВС КПК/КНР с 2012/2013, член Посткома Политбюро c 17 созыва, секретарь ЦК (первый по перечислению) 17 созыва, член ЦК с 16 созыва (кандидат 15 созыва).
2. Ли Кэцян (род. 1955), премьер Госсовета КНР с 2013 года, член Посткома Политбюро с 17 созыва, член ЦК с 15 созыва.
3. ВСНП Ли Чжаньшу (род. 1950), председатель ПК ВСНП с 2018 года, член Политбюро и секретарь ЦК 18 созыва, кандидат в члены ЦК 16—17 созывов.
4. Ван Ян (род. 1955), председатель ВК НПКСК с 2018 года, член Политбюро с 17 созыва, кандидат в члены ЦК 16-го созыва.
5. Ван Хунин (род. 1955), секретарь ЦК (первый по перечислению) 19 созыва, председатель Центркомиссии КПК по руководству деятельностью в области укрепления духовной культуры с 2017 года, заведующий Центра политических исследований (изучения политики) при ЦК (2002—2020), член Политбюро с 18 созыва, секретарь ЦК 17 созыва, кандидат в члены ЦК 16-го созыва.
6. ЦКПД Чжао Лэцзи (род. 1957), секретарь Центральной комиссии КПК по проверке дисциплины с 2017 года, член Политбюро и секретарь ЦК 18 созыва, член ЦК с 16 созыва.
7. Хань Чжэн (род. 1954), 1-й вице-премьер Госсовета КНР с 2018 года, член Политбюро с 18 созыва, член ЦК с 16 созыва.

Остальные члены
- Дин Сюэсян (род. 1962), секретарь ЦК 19 созыва, начальник Канцелярии ЦК КПК с 2017 года, кандидат в члены ЦК 18-го созыва.
- ВСНП Ван Чэнь (род. 1950), 1-й по перечислению зампред ПК ВСНП с 2018 года, член ЦК КПК с 16 созыва.
- Лю Хэ (род. 1952), 4-й по рангу вице-премьер Госсовета КНР с 2018 года, член ЦК с 18 созыва.
- Сюй Цилян (род. 1950), заместитель председателя Центрального военного совета КПК/КНР с 2012/2013, член Политбюро с 18 созыва, член ЦК с 16 созыва (кандидат с 14 созыва).
- Сунь Чуньлань (жен., род. 1950), 2-й по рангу вице-премьер Госсовета КНР с 2018 года, член Политбюро с 18 созыва, член ЦК с 17 созыва (кандидат с 15 созыва).
- Ли Си (род. 1956), глава Гуандунского провинциального парткома КПК с 2017 года, кандидат в члены ЦК 17-18 созывов.
- Ли Цян (род. 1959), глава Шанхайского горкома КПК с 2017 года, кандидат в члены ЦК 18 созыва.
- Ли Хунчжун (род. 1956), глава Тяньцзиньского горкома КПК с 2016 года, член ЦК с 18 созыва (кандидат с 16 созыва).
- Ян Цзечи (род. 1950), ответсекретарь руководящей группы по иностранным делам при ЦК с 2013, член ЦК с 17 созыва (кандидат 16 созыва).
- ЦКПД Ян Сяоду (род. 1953), секретарь ЦК 19 созыва, с 2014 года (с 2017 — 1-й по перечислению) заместитель секретаря Центральной комиссии КПК по проверке дисциплины (ЦКПД), также с 2018 года председатель новообразованной Государственной надзорной комиссии (ГНК) КНР (National Supervisory Commission[англ.]); один из двоих — второй Цай Ци — кто стал членом Политбюро минуя членство в ЦК предыдущего созыва, подобного не было с 1992 года.
- Чжан Юся (род. 1950), заместитель председателя Центрального военного совета (КПК с 2017, КНР с 2018), член ЦК с 17 созыва.
- Чэнь Си (род. 1953), секретарь ЦК 19 созыва, заведующий Организационным отделом ЦК КПК с 2017 года, член ЦК с 18 созыва.
- Чэнь Цюаньго (род. 1955), глава парткома КПК Синьцзян-Уйгурского автономного района с 2016 по 2021 год, член ЦК с 18 созыва (кандидат 17 созыва).
- Чэнь Миньэр (род. 1960), глава Чунцинского горкома КПК с 2017 года, член ЦК с 18 созыва (кандидат 17 созыва).
- Ху Чуньхуа (род. 1963), 3-й по рангу вице-премьер Госсовета КНР с 2018 года, член Политбюро с 18 созыва, член ЦК с 17 созыва.
- Го Шэнкунь (род. 1954), секретарь ЦК 19 созыва, секретарь (председатель) Политико-юридической комиссии ЦК КПК, член ЦК с 18 созыва (кандидат с 16 созыва).
- Хуан Куньмин (род. 1956), секретарь ЦК 19 созыва, заведующий Отделом пропаганды ЦК КПК с 2017 года, кандидат в члены ЦК 18 созыва.
- Цай Ци (род. 1955), глава Пекинского горкома КПК с 2017 года.

Два члена Политбюро стали ими, минуя членство в ЦК прежде - чего не происходило со времен избрания членом Политбюро Tan Shaowen в 1992 году (речь про Ян Сяоду и Цай Ци). Дин Сюэсян, Ли Цян и Хуан Куньмин стали членами Политбюро, минуя полноправное членство в ЦК предыдущего созыва (являлись лишь кандидатами в члены).
Из семи секретарей ЦК 19 созыва шестеро являются членами Политбюро и в том числе один из них Ван Хунин — членом его посткома, остальные пятеро: начальник Канцелярии ЦК Дин Сюэсян, 1-й заместитель секретаря ЦКПД и с 2018 г. также председатель Государственной надзорной комиссии Ян Сяоду, заворготделом ЦК Чэнь Си, секретарь Политико-юридической комиссии ЦК Го Шэнкунь, завотделом пропаганды ЦК Хуан Куньмин.
Как и предыдущее Политбюро 18-го созыва, Политбюро 19 созыва насчитывает 25 полноправных членов, из которых:
- Десятеро входили в состав ПБ предыдущего 18-го созыва (в котором подобных было ровно столько же). Из них — для троих это стал уже третий срок, притом двое уже являлись членами Посткома Политбюро предыдущего созыва (Си Цзиньпин и Ли Кэцян), а третий же вместе с ними вошёл в постком данного созыва (Ван Ян).
- Единственная женщина — Сунь Чуньлань[2].
- Самый молодой — Ху Чуньхуа[3], 1963 г. р., а самый пожилой — генерал Сюй Цилян, 1950 г. р.[4]

Региональные партийные комитеты в Политбюро представили шестеро — это партийные лидеры, как и в составе Политбюро предшествующего созыва: Синьцзян-Уйгурского автономного района, провинции Гуандун (Ли Си), горкомов Пекина, Тяньцзиня, Шанхая и Чунцина.
Перестал являться членом Политбюро председатель Всекитайской федерации профсоюзов, являвшийся им с 1993 г. — и с 2003 г. также 1-м по перечислению зампредом ПК ВСНП. Также членом Политбюро не является заместитель председателя Китайской Народной Республики — впервые с 1998 года.
Кандидатом в члены ЦК 14 созыва являлся Сюй Цилян, вместе с ним кандидатами в члены ЦК 15 созыва являлись Си Цзиньпин и Сунь Чуньлань — а членом ЦК являлся Ли Кэцян. Остальные члены Политбюро вошли в ЦК не ранее 16 созыва.